# Delray Beach Open 2016
Il Delray Beach Open 2016 è stato un torneo di tennis giocato sul cemento. È stata la 24ª edizione del Delray Beach Open, che fa parte della categoria ATP World Tour 250 series nell'ambito dell'ATP World Tour 2016. Si è giocato al Delray Beach Tennis Center di Delray Beach negli Stati Uniti, dal 15 al 21 febbraio 2016.

## Partecipanti

### Teste di serie
| Nazionalità | Giocatore        | Ranking* | Testa di serie |
| ----------- | ---------------- | -------- | -------------- |
| Sudafrica   | Kevin Anderson   | 14       | 1              |
| Australia   | Bernard Tomić    | 20       | 2              |
| Croazia     | Ivo Karlović     | 26       | 3              |
| Bulgaria    | Grigor Dimitrov  | 27       | 4              |
| Francia     | Jérémy Chardy    | 28       | 5              |
| Stati Uniti | Steve Johnson    | 29       | 6              |
| Stati Uniti | Donald Young     | 48       | 7              |
| Francia     | Adrian Mannarino | 49       | 8              |

* Ranking all'8 febbraio 2016.

### Altri partecipanti
I seguenti giocatori hanno ricevuto una wild-card per il tabellone principale:
- Juan Martín del Potro
- Noah Rubin
- Tim Smyczek

I seguenti giocatori sono entrati in tabellone passando dalle qualificazioni:

- Radu Albot
- Tatsuma Itō
- Dennis Novikov
- John-Patrick Smith

## Campioni

### Singolare
Sam Querrey ha sconfitto in finale  Rajeev Ram per 6–4, 7–6(6).
- È l'ottavo titolo in carriera per Querrey, il primo dal 2012.

### Doppio
Oliver Marach /  Fabrice Martin hanno sconfitto in finale  Bob Bryan /  Mike Bryan per 3–6, 7–6(7), [13–11].